# 4111 Lamy
A 4111 Lamy (ideiglenes jelöléssel 1981 EN12) a Naprendszer kisbolygóövében található aszteroida. Schelte J. Bus fedezte fel 1981. március 1-én.